# Автомагистраль Градишка — Баня-Лука
Автомагистраль Градишка — Баня-Лука (серб. Autoput Gradiška–Banja Luka / Аутопут Градишка — Бања Лука) — автомагистраль в Боснии и Герцеговине, часть европейского маршрута E661, которая связывает город Градишка с городом Баня-Лука. Включает в себя четыре развязки (Маховлянская петля, петля Крнете, петля Берек и петля Чатрня) и два тоннеля (Лакташи и Клашнице). Общая протяжённость составляет 32,1 км. Маховлянская петля была открыта для движения 15 мая 2012, на ней есть дополнительный съезд к Добою. На петле Крнете на развязке есть дорога на Александровац, на петле Берек — дорога на Нову-Тополу, на петле Чатрне — выход на магистраль Козарска-Дубица — Градишка. С 16 марта 2015 проезд по дороге стал платным и составляет от 2 до 10 конвертируемых марок (от 1 до 5 евро).

## Строительство
Строительство автомагистрали началось 8 сентября 2004 года. Планируемый срок окончания изначально был 2008 годом, однако часть дороги протяжённостью 5,6 км от Клашницы до Маховляны была открыта только в 2011 году. Отрезок от Градишки протяжённостью 26,5 км был открыт 30 ноября 2011.
На строительство Маховлянской петли и развязки было потрачено 15 миллионов евро; на эти деньги были закуплены 30 тыс. м³ бетона, 40 тыс. т асфальта, 3 тыс. т стали, а также насыпано 600 тыс. м³ грунта. Протяжённость ограждений составляет 15 км. Длина развязки составляет 7360 м, площадь 1,5 км²; строительством занималась чешская компания OHL ŽS из Брно и Niskogradnja из Лакташей.

## Название
По причине серьёзных политических противоречий между Федерацией Боснии и Герцеговины и Республики Сербской автомагистраль в настоящее время не имеет официальный номер согласно номенклатуре, но на шоссе используется общеевропейская нумерация E661. Вопрос о предоставлении автомагистрали номера A2 остаётся открытым, поскольку магистраль с тем же именем строится между городами Брчко и Тузла.

## Фотогалерея

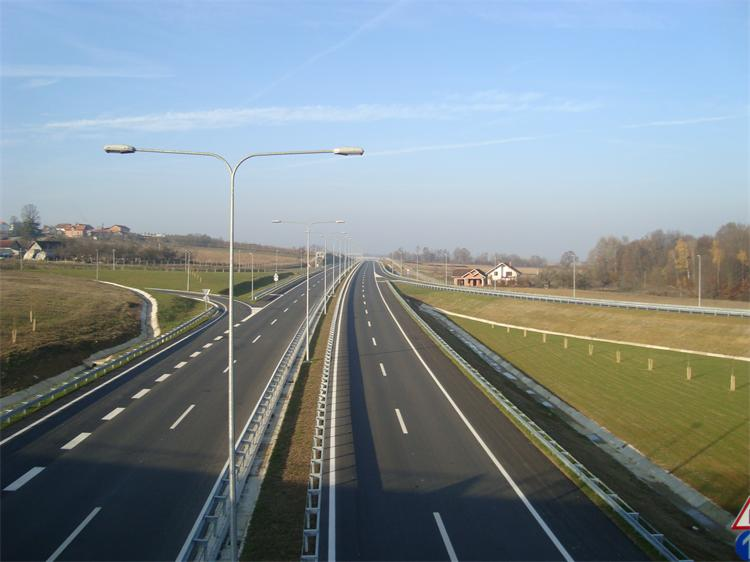
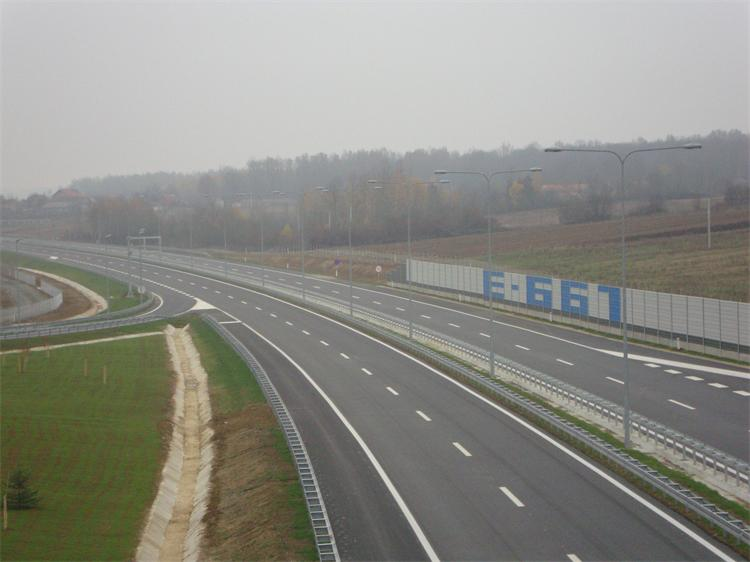
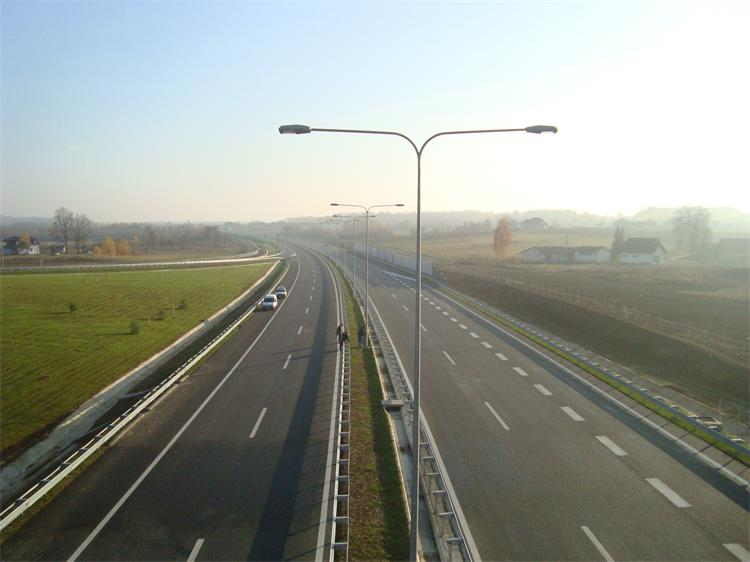
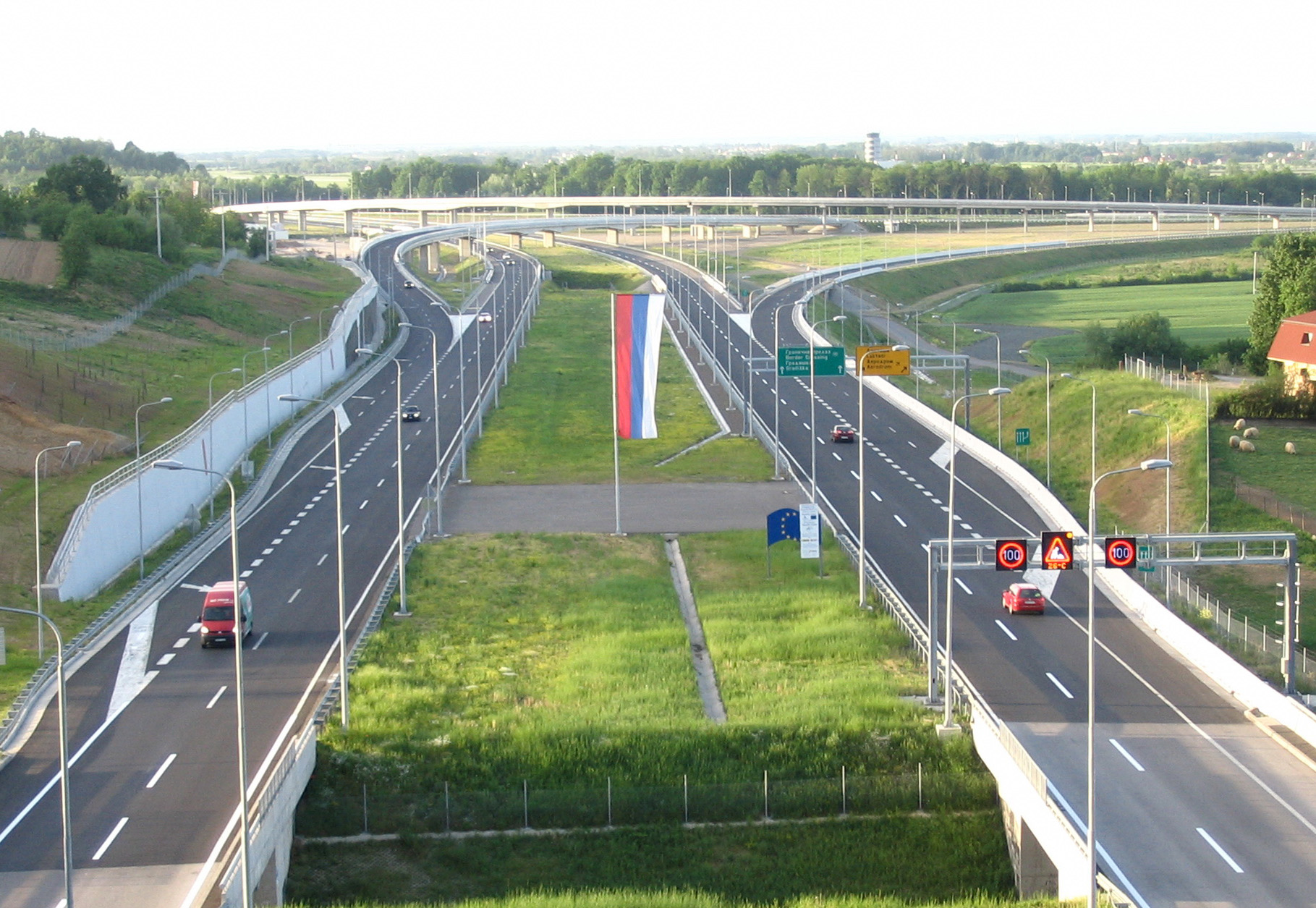
Маховлянская петля